# ایدا رولف
ایدا رولف (انگلیسی: Ida Rolf؛ زاده ۱۹ مهٔ ۱۸۹۶ درگذشته ۱۹ مارس ۱۹۷۹) یک دانشمند در زمینه زیست‌شیمی اهل ایالات متحده آمریکا بود.